# A Szent Korona visszaszolgáltatása az Egyesült Államokból Magyarországra

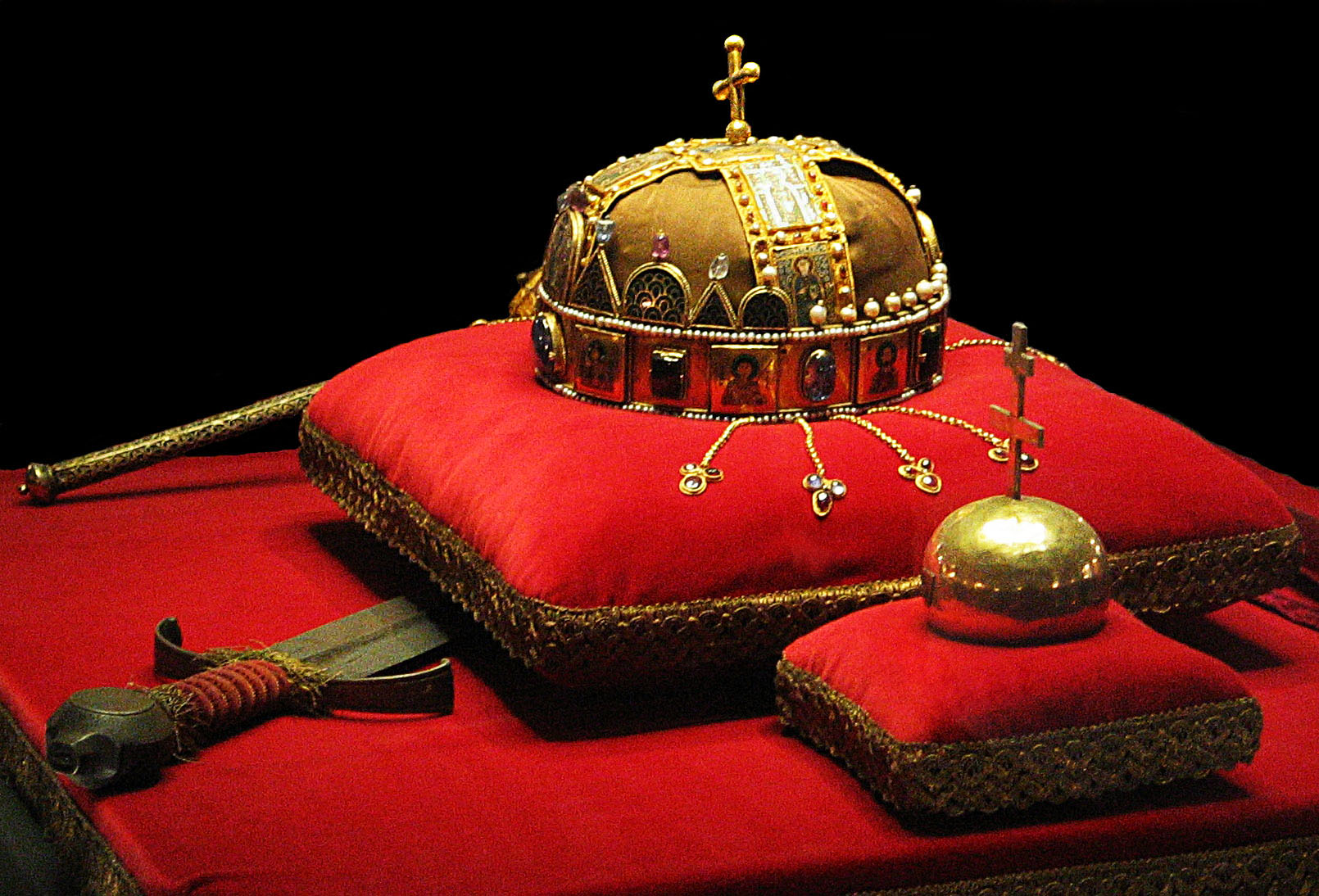
A Szent Korona és a koronaékszerek az Országház kupolacsarnokában

A Szent Korona visszajuttatása Egyesült Államokból Magyarországra a második világháború után csak 1978-ban történt meg. A magyar királyi korona amerikai „őrizete” a hidegháború, majd az azt követő nemzetközi enyhülés idején Magyarország és az Egyesült Államok kapcsolatainak egyik fontos nyitott kérdése volt. 

## Előzmények

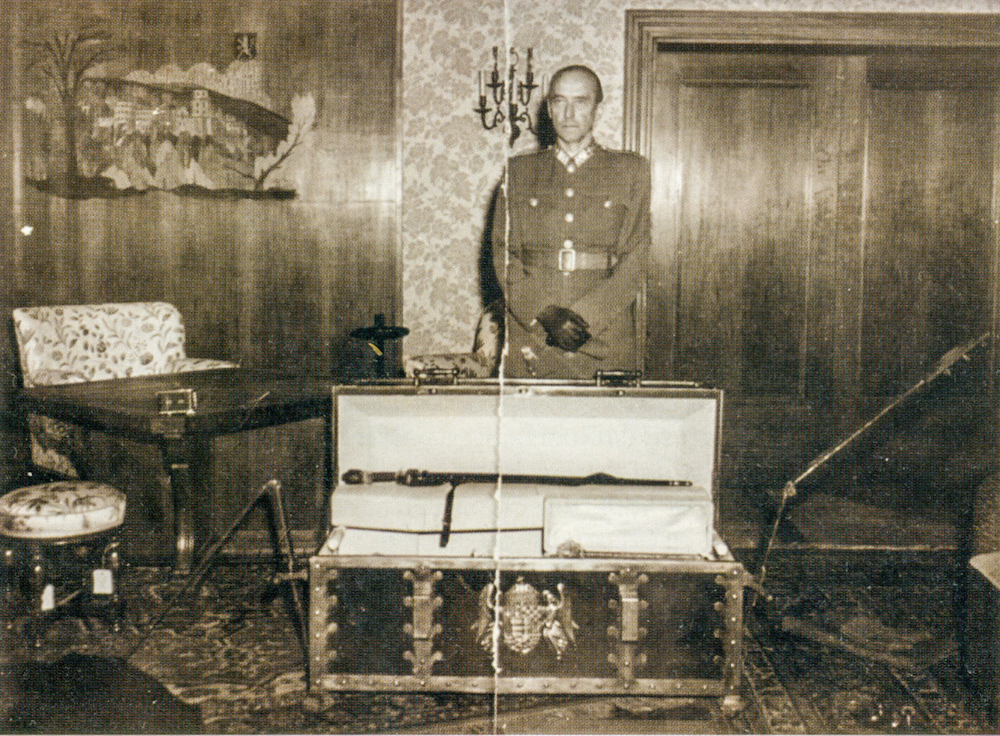
Pajtás Ernő a Szent Korona ládájával Heidelbergben, 1945. augusztus 3.

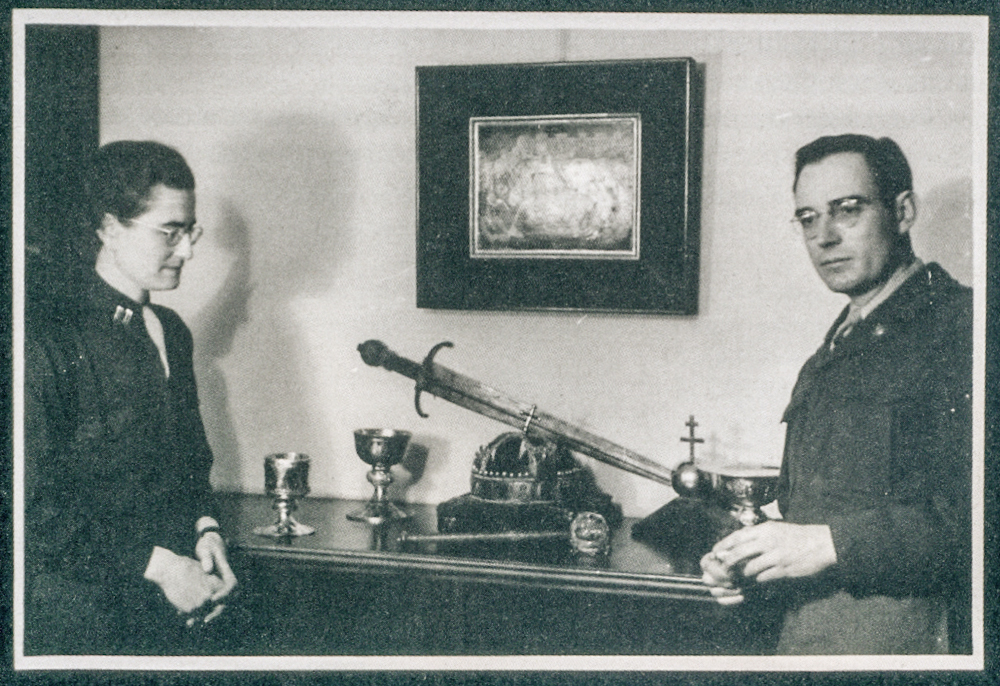
A szövetségesek műkincsmentő szolgálatának munkatársai a Szent Koronával 1946 elején Wiesbadenben

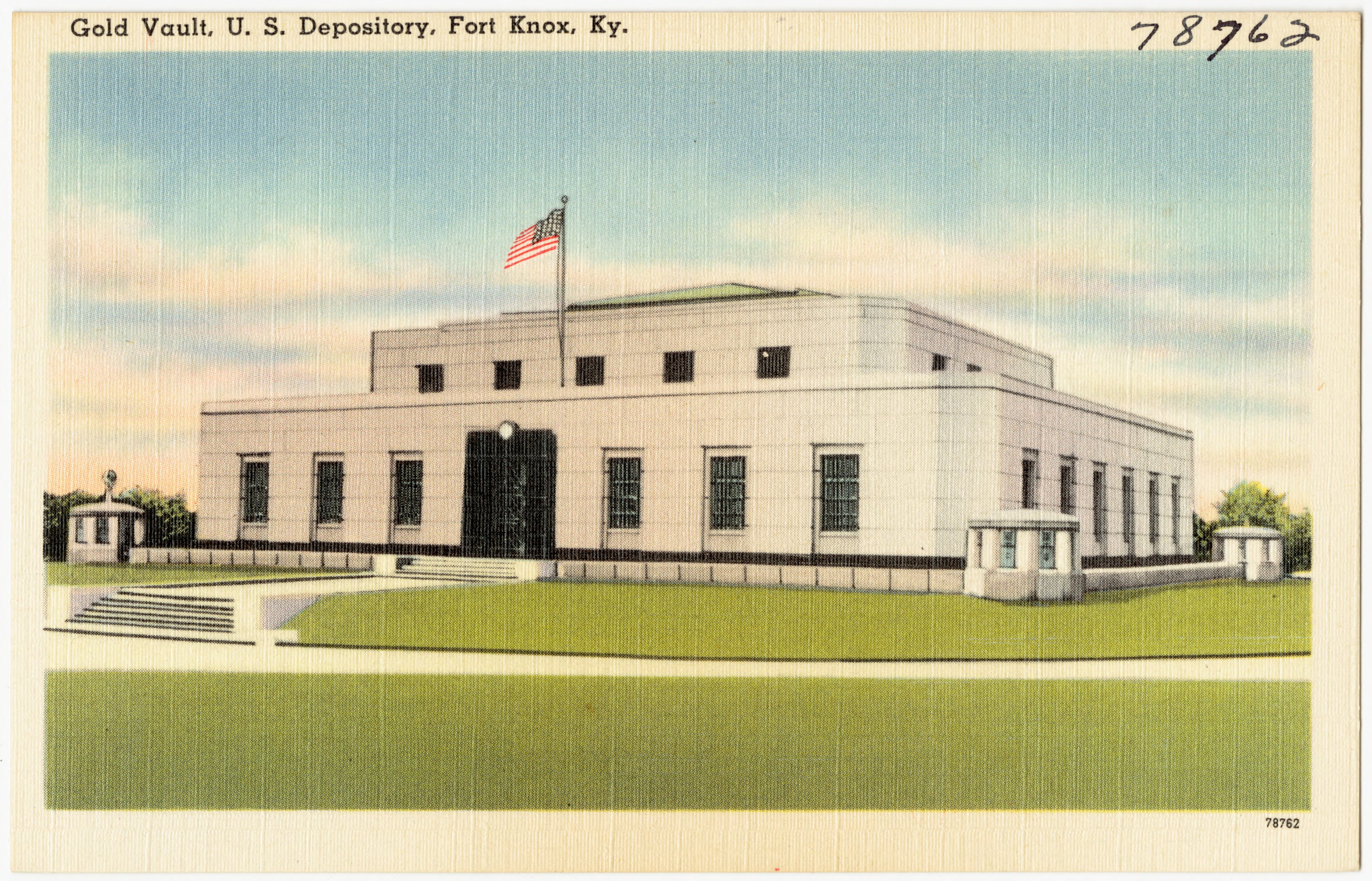
Az Egyesült Államok aranykészleteit őrző épület Fort Knoxban

1945. március végén, a szovjet csapatok közeledtével a Szent Koronát, a koronaékszereket, valamint a Szent Jobbot Szálasi Ferenc utasítására a nyilasok, a Pajtás Ernő vezette koronaőrökkel együttműködve Magyarországról Németországba hurcolták, majd április végén elásták Mattsee mellett. A koronát csak június végén emelték ki, és június 25-én került hivatalosan az amerikai csapatok kezére. A korona ezután még évekig Németország területén, de az Egyesült Államok felügyelete alatt volt. 1946 őszén a magyar kormány részéről Hahn Sándor is megtekintette, azonosította azt és a többi klenódiumot.
A nácik és szövetségeseik által elhurcolt javak visszaszolgáltatását, a restitúciót már a fegyverszüneti megállapodások is garantálták. A Szent Jobbot még 1945 augusztusában visszaküldték Magyarországra. Magyarország ugyancsak visszakapta a Nemzeti Bank ugyancsak elhurcolt arany- és ezüstkészletét, az úgynevezett Aranyvonat és az Ezüstvonat rakományát, a Hahn Sándor vezette restitúciós bizottsággal folytatott tárgyalásoknak megfelelően. A korona visszaszolgáltatására azért nem került sor, mert Nagy Ferenc miniszterelnök maga kérte az Egyesült Államoktól, hogy „a hadi és a politikai helyzet tisztázódásáig” ne adják azt vissza. Szóba került az is, hogy a Vatikánban helyezik el, de erre sem került sor. Oda egy másolat került, amit aztán 1965 decemberében el is loptak.
Rákosi Mátyás hatalomra kerülése, a magyar–amerikai kapcsolatok gyors megromlása után a korona visszaadásáról már szó sem lehetett. 1953 júliusában aztán a koronát és a koronaékszereket az Egyesült Államokba szállították és Fort Knoxban helyezték el. Ekkoriban rögzült a hivatalos amerikai álláspont, miszerint a korona a magyar nemzet tulajdona, és az Egyesült Államok azt megőrzésre vette át, mivel a körülmények nem alkalmasak annak visszaadására.
A nyugati magyar emigráció nagy többsége mindvégig azt az álláspontot képviselete, hogy a magyar korona nem kerülhet a „bolsevikok” kezébe. Álláspontjukat fogalmazta meg Mindszenty József bíboros, aki a budapesti amerikai nagykövetségen számára biztosított menedékből 1964 augusztusában levelet írt Lyndon B. Johnson amerikai elnöknek:

„Bizalommal kérem Elnök Urat, mentse meg a koronát. A szent koronát az új magyar kereszténység kapta Szilveszter pápától 1001-ben Szent István, az első magyar király számára. Csaknem ezer éven át minden magyar királyt ezzel koronáztak meg. Ez hazánk és kereszténységünk ősi mivoltának pecsétje, a világon egyedülálló keresztény és alkotmányos szimbólum. A magyar integritás megtestesítője a két igazságtalan békeszerződés után, amelyek tönkrezúzták a legtökéletesebb történeti, geológiai, gazdasági és kulturális egységet, a magyarok abszolút többségét ebben az országban a magyarok és az elszakított nemzetiségek óriási kárára és boldogtalanságára, akik bár kisebbségben voltak, az »anyaországok« parlamentjeiben mégis azt vallották, hogy Magyarországon jobb volt (Radic, Trumbic, Hlinka, Juriga, Maniu, Slavici stb.). A szentkorona nem lehet az ateista bolsevikok tulajdona. Nem történhet meg, hogy a szentkorona a szovjetek vagy a csehek, románok, szerbek kezébe kerüljön, feldarabolják vagy eladják egy aukción, és az árát szétosszák. Ugyanígy nem kerülhet a magyar bolsevikok kezei közé sem. Ez példátlan botrány lenne.”

– Mindszenty József, 1964. augusztus 24.

## Enyhülés a magyar–amerikai kapcsolatokban
Az 1960-as évek második felében az addig kimondottan ellenséges kétoldalú kapcsolatokban enyhülés indult meg. Eredményes tárgyalások folytak Mindszenty József távozásáról, amire végül 1971-ben került sor. 1973-ban az amerikai fél egyetértésével Magyarországot is felkérték a vietnámi fegyverszüneti megállapodás felügyeletére. Az 1976-os amerikai bicentenárium és az elnökválasztás idejére a kétoldalú kapcsolatainkban már csak három komolyabb lezáratlan kérdés maradt: a kétoldalú kereskedelmi kapcsolatok rendezése a legnagyobb kedvezmény elvének alapján, az Egyesült Államok által (az úgynevezett fellazítási politika keretében) szorgalmazott államközi tudományos, műszaki és kulturális csereegyezmény megkötése valamint a magyar királyi korona visszaszolgáltatása.
1971. június 5-én Helmut Sonnenfeldt, Henry Kissinger befolyásos tanácsadója feljegyzést készített a magyar korona ügyéről. Ekkoriban a magyarországi politikai helyzetet az új gazdasági mechanizmus által fémjelzett politikai enyhülés jellemezte, és a Mindszenty-ügy lezárása is küszöbön állt. Sonnenfeldt a korona ügyéről így fogalmazott:

„Hosszúra nyúlt koronaőrizetünk és annak végleges hazatérése rengeteg érzékeny szemponttal bír. Az utóbbi években, ahogy az Egyesült Államok és Magyarország közt a kapcsolatok fokozatosan javultak, a magyar kormány felvetette a korona visszajuttatásának ügyét. Hivatalosan utoljára 1965-ben vetették fel, de beszélgetésekben azóta is újra és újra szóba kerül.”

– Sonnenfeldt

A Sacra Corona témájával kapcsolatban Sonnenfeldt számára, akárcsak a többi amerikai politikus számára a legfontosabbak a belpolitikai szempontok voltak. A korona visszaadása azzal fenyegetett, hogy a kormányzat elveszti az amerikai magyarok legtöbbjének a szavazatát. Ezzel szemben az állt, hogy „a külügyi kapcsolatok szempontjából megengedhető egy szimbolikus gesztus Kelet-Európa legliberálisabb rezsimje felé”. Befolyásos amerikai körökben terjedt az a vélemény, hogy Kádár János népszerű Magyarországon, akár egy szabad választást is meg tudna nyerni.
Donald B. Kursch amerikai diplomata, aki 1971 és 1974 között a budapesti amerikai nagykövetség konzuli részlegét vezette (és Nógrádi György biztonságpolitikai szakértő szerint a CIA budapesti rezidense volt) így fogalmazott Magyarország korabeli helyzetéről:

„Magyarország volt a Varsói Szövetségen belül az az ország, amelyik legtovább ment a nyugati kapcsolatok fejlesztésében és a gazdasági kísérletezés tolerálásában, főként a kis magántulajdonú cégek működtetésében. Érezni lehetett a változásokat a levegőben. Azt hiszem, az utazást tekintve is a legliberálisabbak voltak. Lengyelországnak persze voltak sajátos és különleges vonásai, de azt hiszem, abban az időben Magyarország volt a leginkább Nyugat-orientált ország a térségben.”

– Donald B. Kursch

## A korona ügye és az amerikai belpolitika

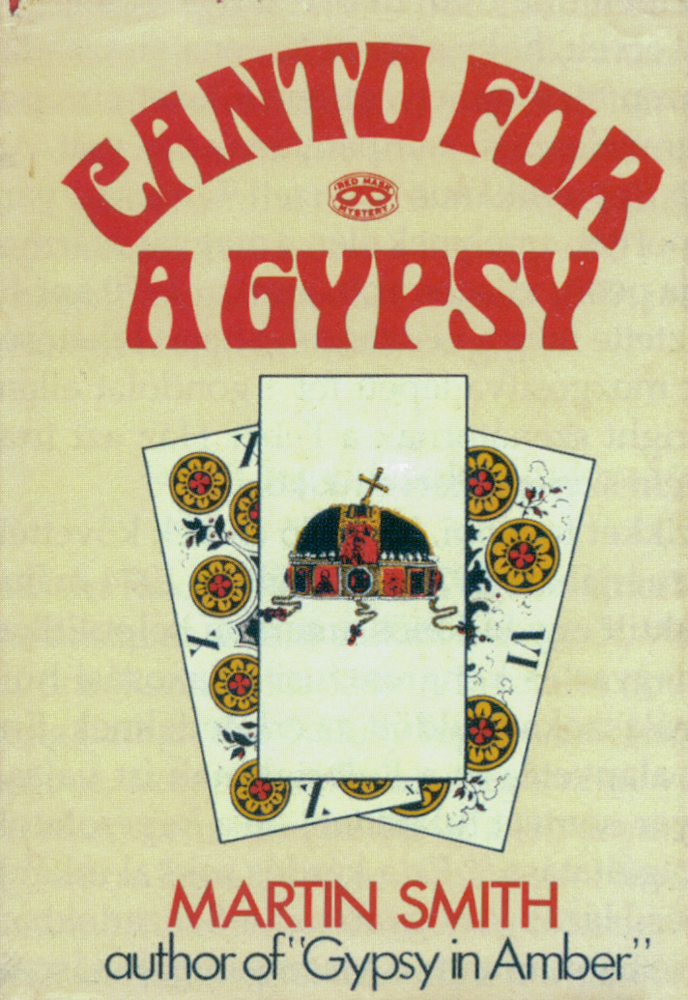
Martin Cruz Smith krimijének borítója a Szent Koronával

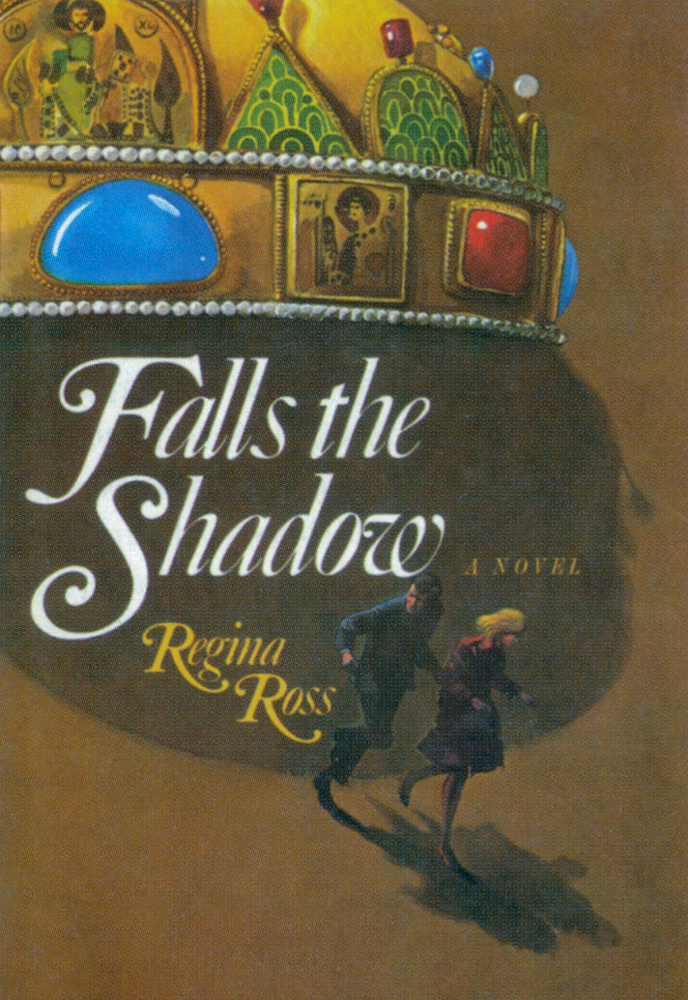
Amerikai könyvborító a Szent Koronával

Különösen Mindszenty Józsefnek az amerikai nagykövetségről történt távozása, ügyének tárgyalásos rendezése után a magyar korona ügye időről időre az amerikai sajtó és a közvélemény érdeklődésének előterébe került. A New York Times szinte évente, 1970-ben, 1972 februárjában, 1973 áprilisában, 1974 májusában majd 1976 decemberében közölt nagyobb írást a témában, általában úgy közelítve meg a kérdést, hogy a magyar királyi koronának az egyébként az Egyesült Államok által is elismert Magyarországon lenne a helye. Ezek következménye mindig hasonló volt: a jobboldali magyar emigráció felháborodott, mozgósította kongresszusi kapcsolatait, és tiltakozási hullám indult meg a kormányzat felé a korona visszaadásának gondolatával szemben. Washington a maga részéről rendszeresen hasonlóan reagált: a korona a magyar nemzet tulajdona, de a kapcsolatok aktuális állása mellett a visszaadásáról nincs szó. A korona ügyét Kissinger és köre legitimációs kérdésnek tekintette, aminek bolygatása inkább ártott, mint használt politikai érdekeiknek, ezért azt vallották, hogy „lépjen inkább a következő elnök ebbe a gulyásba”.
A téma ebben az időben annyira ismert lett az Egyesült Államokban, hogy két regényíró is írt annak alapján kalandregényt: a később Martin Cruz Smith néven nagy sikereket arató Martin Smith Canto for a Gipsy címmel, a másik Regina Ross műve, a Falls the Shadow. A magyar korona mindkét könyv borítóján megjelenik.

## A korona visszaszolgáltatásához vezető lépések
A kétoldalú kapcsolatok rendezésének jelentős lépése volt a megállapodás a magyar–amerikai vagyonjogi viták zömének rendezéséről, amit magyar részről Vályi Péter miniszterelnök-helyettes írt alá 1973 márciusában. Lezárultak a témáról még 1964 májusában megkezdett tárgyalások, új szakaszba léphettek a bilaterális kapcsolatok. Ez megkerülhetetlen előfeltétele volt annak, hogy Jimmy Carter 1977-ben végül a korona visszaadása mellett dönthessen.
Jimmy Carter elnök a 2010-ben közzétett elnöki naplójának tanúsága szerint már beiktatása idején, 1977 elején eldöntötte, hogy lezárja ezt a hosszú ideje húzódó ügyet, és visszaadja a koronát Magyarországnak. Az első tervezett dátum 1977. augusztus 20-a volt. A lengyel származású Zbigniew Brzezinski nemzetbiztonsági főtanácsadó azonban ellenezte ezt a lépést, mert tudatában volt annak, hogy Carter az előző őszi választáson biztos bukást szenvedett volna, ha a kelet-európai szavazók ellene fordulnak. Brzezinski azonban csak fékezni tudta a folyamatot. Magyarország ugyanis 1977 áprilisában tíz évnyi tárgyalás után jelezte, hogy hajlandó megkötni az amerikaiak által szorgalmazott kétoldalú államközi tudományos, műszaki és kulturális cseregyezményt, amit addig magyar részről az imperialista fellazítási politika eszközének tartottak. Ezzel a kétoldalú kapcsolatok egyik fontos nyitott kérdésében történt előrelépés.
A korona visszaadásáról szóló amerikai döntésről 1977. október 1-jén tájékoztatták a magyar kormányt. A részletekről előkészítő tárgyalások kezdődtek Philip M. Kaiser budapesti amerikai nagykövet és Nagy János magyar külügyminiszter-helyettes, korábbi washingtoni magyar nagykövet között. Az amerikai fél tájékoztatta magyar partnerét arról, hogy a koronát az amerikai nép nevében adják vissza a magyar népnek. Kérték, hogy az átadás után a koronázási ékszerek a nagyközönség számára elérhető helyen legyenek kiállítva. További kívánságuk az volt, hogy Kádár János ne legyen jelen az átadási ünnepségen. Magyar részről azt kérték, hogy Cyrus Vance, az amerikai küldöttség vezetője beszédében tekintsen el a Harry Hill Bandholtz amerikai tábornok tervezett említésétől, aki 1919-ben megóvta a Magyar Nemzeti Múzeum értékeit a fosztogató román katonáktól; Magyarország nem akarta a magyar–román kapcsolatokat terhelni ezzel az utalással.
1977. november 4-én vezető amerikai napilapok közölték a korona hazatéréséről szóló hírt, nyilvánvalóan a döntést ellenző amerikai kongresszusi képviselők kiszivárogtatása alapján. A közlés dátuma sem volt véletlen, hiszen 1944-ben ezen a napon esküdött fel Szálasi Ferenc a Szent Koronára, és 1956-ban ezen a napon verték le a szovjet csapatok a magyar forradalmat. A politikailag aktív magyar emigránsok felháborodása hatalmas volt. Tüntetéseket szerveztek és igyekeztek megnyerni szenátorokat és képviselőket a tiltakozásra. Néhányan, köztük Ronald Reagan vállalta is a korona visszaadása elleni fellépést:

„Az elnyomás elleni rendíthetetlen küzdelem nemes magyar hagyományát tükrözi Kováts Mihály, Kossuth és napjaink élő szabadságharcosai ezreinek élete. Szent István koronájának visszaadása indokolatlan és teljesen felelőtlen sértés e hősök emléke és leleményes, tehetséges magyar–amerikai közösségünk nemzeti büszkesége ellen.”

– Ronald Reagan

### Kongresszusi meghallgatás
1977 novemberében sor került a magyar emigráció meghívott képviselőinek kongresszusi meghallgatására a Képviselőház Nemzetközi Kapcsolatok Bizottságának európai albizottsága előtt. A meghallgatott tanúk többsége ellenezte a korona visszaadását, kisebbsége azonban támogatta azt. Az ellenzők között volt Pogány András, Pásztor László, Béky Zoltán református püspök, az Amerikai-Magyar Szövetség elnöke, Füzér Julián katolikus plébános, Lőte Lajos, az Erdélyi Bizottság elnöke. Helyeselte a kormány szándékát a politikusok közül Nagy Ferenc, aki 1946-ban maga kérte a korona visszaadásának elhalasztását, Kovács Imre, Király Béla, Varga László, az egyetemi tanárok közül Deák István, Völgyes Iván, Gáti Károly (Charles Gati), Sinor Dénes.
Pogány András a kongresszusi meghallgatásról úgy számolt be, hogy „a megjelentek óriási többsége, különböző amerikai szervezetek képviseletében a leghatározottabban tiltakozott a Szentkorona kiadása ellen, azon az alapon, hogy Magyarország szovjet katonai megszállás alatt, ráerőszakolt kormányzat alatt él s így a Szentkorona, mint a magyar állami függetlenség és szuverenitás szimbóluma, nem eshet a jelenlegi rezsim kezeibe”. A korona visszaadását pártolók közül Kovács Imre szerint a tiltakozók kudarcot vallottak, mert agresszív viselkedésükkel idegenkedést, sőt rendreutasítást váltottak ki. A támogatók azzal érveltek, a Szent Korona Magyarországon „megszilárdíthatja a magyarokat hitükben és kitartásukban, a népnek szüksége van a bátorításra és nekünk a népre kellene függesztenünk tekintetünket, nem a rendszerre” (Nagy Ferenc), a „korona többet használ a népnek, mint a kommunista rezsimnek, a reményt erősítve benne, hogy sorsa jobbra fordul” (Kovács Imre). A külföldi magyarok jelentősebb folyóiratai és lapjai közül az Új Látóhatár, a Katolikus Szemle, az Irodalmi Újság, a bécsi Magyar Híradó, a rádiók közül Amerika Hangja és valamennyi európai magyar adóállomás támogatta a korona visszaszolgáltatását.
Az albizottság végül nem támogatta azt a javaslatot, hogy az ügyet kössék kongresszusi jóváhagyáshoz. A Fehér Ház megnyerte ezt a csatát, de minden akadály még nem hárult el. Robert Dole szenátor ugyanis „elnöki puccsra” (hatáskör túllépésére) hivatkozva, Anthony Endrey magyar származású ausztráliai jogász érvelése alapján bíróság előtt támadta meg a döntést. A keresetet végül az Amerikai Egyesült Államok Legfelsőbb Bírósága elutasította. Így több halasztás után ki lehetett tűzni a korona átadását 1978. január 6-ra.

## Szakmai–tudományos átadás–átvétel
1977 decemberében magyar szakértői küldöttség utazott Fort Knoxba a korona szakmai átadás–átvételére. A küldöttség tagja volt Kovács Éva az MTA Művészettörténeti Kutatócsoportjától, a magyar koronázási palást szakértője, Szvetnik Joachim ötvös-restaurátor az Iparművészeti Múzeumból, valamint Esztergályos Ferenc washingtoni magyar nagykövet és dr. Kovács Károly nagykövetségi tanácsos. Amerikai részről a külügyminisztérium képviseletében Matthew Nimetz és Tom Gerth magyar referens, a nemzetbiztonság képviseletében Robert King, Brzezinski közvetlen tanácsadója, valamint a pénzügyminisztérium képviseletében Martha Darling érkezett a helyszínre. Az eseményen három amerikai szakértő és a magyar származású William Sumits, a washingtoni Nemzeti Galéria fotósa is részt vett. A koronázási ékszerek vizsgálatát, állapotuk felmérését december 16-án fejezték be. Ekkor készültek az első színes fotók a regáliákról. Kovács Éva jelentésében elismerően nyilatkozott az amerikai állagmegőrzésről, a koronaékszerek állapota megegyezni látszott a dokumentált 1938-as helyzettel.
A koronát hazaszállító elnöki különgépen is utazott két amerikai szakértő, akik 1978. január 5-én éjjel Budapesten is részt vettek a szakmai átadáson.

## Az átadási ceremónia
Az átadásra a megállapodás értelmében az amerikai nép képviseletében Budapestre érkező hivatalos delegáció 25 főből állt. Őket tucatnyi szakértő, tolmács, segítő kísérte. A küldöttségnek számos magyar származású tagja volt, köztük Szent-Györgyi Albert Nobel-díjas professzor, Károly Elemér (Elmer Charles), a William Penn Association (a legnagyobb amerikai magyar biztosítótársaság) elnöke, valamint Gombos Zoltán clevelandi laptulajdonos. A delegáció tagja lett a magyar kommunista rendszernek szóló fricskaként néhány olyan amerikai magyar is, akiket korábban kiutasítottak Magyarországról, mint Deák István történész professzor, a Columbia Egyetem Kelet-Európai Intézetének igazgatója. Az Amerika Hangja és a Szabad Európa Rádió tudósítói is zavartalanul beutazhattak, a SZER története során először közvetített élőben Budapestről.
Magyar részről 50 fős hivatalos küldöttség jelent meg az 1978. január 6-i átadási ceremónián, valamint különböző társadalmi szervezetek képviseletében további 200 főt hívtak meg. Az amerikai delegáció vezetője Cyrus Vance külügyminiszter, az elnök személyes képviselője volt, a magyar fogadó bizottságé Apró Antal, az országgyűlés elnöke.
Az átadási ünnepség négy órakor kezdődött az Országház kupolacsarnokában. A magyar és az amerikai himnusz elhangzása után Cyrus Vance mondott beszédet, méltatva a történelmi amerikai-magyar barátságot. Idézett Carter elnök Losonczi Pálhoz, az Elnöki Tanács elnökéhez intézett leveléből, majd hivatalosan átadta Apró Antalnak a regáliákat. Kezet fogtak a koronaékszerek felett, majd Apró is beszédet mondott. Kiemelte:

„Az államforma, a társadalmi rendszer gyökeres megváltozása nem csökkentette népünk tiszteletét államiságunk ezen ezeréves jelképei iránt. Hazánk lakossága örömmel és megelégedéssel fogadta a hírt, hogy a korona és a koronázási ékszerek végérvényesen visszakerülnek Magyarországra.”

– Apró Antal

Az ünnepség után Losonczi Pál is fogadta az amerikai delegációt az Országház Munkácsy-termében, majd Apró Antal díszvacsorát adott az amerikai delegáció tiszteletére, és elhangzottak előre megírt és egyeztetett pohárköszöntők.
A Szent Koronát és a regáliákat 1978. január 31-ével állították ki a nyilvánosság számára a Magyar Nemzeti Múzeumban. Az első két évben közel kétmillió látogató tekintette meg a koronaékszereket.

## Kádár János szerepe
Kádár János aktívan részt vett a korona visszaadásáról szóló magyar–amerikai érintkezésekben, jó kapcsolatot ápolt Philip M. Kaiser akkori budapesti amerikai nagykövettel. A Politikai Bizottság 1977. december 13-i ülésén a témával kapcsolatban elmondta:

„Innen nézve a dolgot a koronázási ékszerek visszaadását a Magyar Népköztársaság politikai sikerének tartom. Olyan helyzet állott elő, amikor az USA elnöke és kormányzata számára már tarthatatlanná vált, hogy náluk legyen, s úgy döntöttek, hogy visszaszolgáltatják a magyar népnek [...] A magyar valóságot tudomásul veszik, a Magyar Népköztársaság tekintélyét ismerik el. Sok ilyen folyó, napi ügyben, nemzetközi ügyekben kedvezően éreztetni fogja hatását a mi ügyünk javára. [...] Még egy politikai észrevétel. A szocialista világban ez az esemény teljesen jelentéktelen, vagy éppen negatív visszhangot vált ki; ezzel is számolnunk kell.”

– Kádár János

Kádár János az amerikai nagykövettel folytatott megbeszélés során elfogadta azt az amerikai javaslatot, hogy személyesen ne legyen jelen a korona visszaadásával kapcsolatos 1978. január 6-i ünnepélyes rendezvényeken. Tudatában volt annak, hogy a korona visszaadásával Washington bizonyos fokig mindenképpen legitimálja a rendszert és az ő személyét is, de ennél is fontosabb volt, hogy 1978-tól immár Magyarországot is megillette a legnagyobb kedvezmény elve a kereskedelemben, amit a kelet-európai szocialista országok közül Lengyelország már 1960-ban, Románia pedig 1975-ben kapott meg. E lépés hatására az 1977-ben 54 millió dolláros magyar import, illetve 134 millió dolláros magyar export 1980-ra 122,3 és 241 millió dollárra emelkedett. Különös jelentősége volt ennek azért, mert az akkoriban a nyugati szakértők által „koraszülött jóléti államnak” nevezett Magyarország 1978-ra már jelentősen eladósodott.

## Visszhang
Borbándi Gyula 1978 elején az Új Látóhatárban közölt tanulmányában méltatta a történteket. Leszögezte, hogy a korona hazatért, ott van, ahol a helye: Magyarország fővárosában, a magyar nemzet tulajdonában. Elégedett volt a külsőségekkel is, amelyek kifejezésre juttatták, hogy a magyar nép értékes kincsének hazatéréséről, nem mindennapi eseményről van szó. A koronát nem az amerikai kormány adta vissza egy másik kormánynak, hanem az Egyesült Államok népe Magyarország népének. Az is nyilvánvalóvá volt, hogy az amerikaiak a koronázási ékszereket feltétel nélkül szolgáltatták vissza jogos tulajdonosaiknak, hiszen nem lehetett jogcímük feltételek szabására. Borbándi nagyra értékelte, hogy az amerikai fél nem tette a koronát alku tárgyává és nem használta fel politikai nyomásra, üzletre, zsarolásra, hanem nemes gesztussal szállította vissza Budapestre.

## A korona visszatérésének utóélete
A Szent Korona visszaszármaztatása Magyarországra hosszú és bonyolult folyamat eredménye volt. Szerepet játszott ebben a történetben a hidegháború enyhülése, a magyarországi belpolitikai konszolidáció, egyesült államokbeli belpolitikai fejlemények egyaránt. A döntő azonban az Egyesült Államok és Magyarország közötti államközi kapcsolatok fokozatos normalizálódása volt.
A korona hazatérésének évfordulói kapcsán írt és más visszaemlékezések gyakran csak egy-egy elemet kiemelve felfedezni vélik, hogy a korona hazatérése pusztán az egyik vagy másik résztvevő személyiség érdeme volt. Ezek természetesen újságírói túlzásoknak tekintendők.